# باول إل. باترسون
باول إل. باترسون (بالإنجليزية: Paul L. Patterson)‏ هو محامي وسياسي أمريكي، ولد في 18 يوليو 1900 في كينت في الولايات المتحدة، وتوفي في 31 يناير 1956 في بورتلاند في الولايات المتحدة. نشط حزبياً في الحزب الجمهوري. وقد انتخب حاكم ولاية أوريغون ‏ (27 ديسمبر 1952 – 1 فبراير 1956).

## وصلات خارجية
- باول إل. باترسون على موقع إن إن دي بي (الإنجليزية)